# Livia Lancelot
Livia Lancelot   (Saint-Denis, 11 de febrer de 1988) és una pilot professional de motocròs francesa que va guanyar dos campionats del món femenins (WMX) amb Kawasaki, a més de nou Campionats de França femenins. El seu primer campionat del món el va guanyar l'any en què es va instaurar aquest campionat, el 2008, i va esdevenir així la primera campiona del món femenina de la història del motocròs. El 2016 va revalidar el títol.

## Biografia
Livia Lancelot va descobrir el motociclisme de ben jove, ja que ambdós pares hi eren aficionats. El 2008 va guanyar el campionat del món de motocròs femení i va esdevenir la primera francesa a fer-ho. Al capdavant de la seva pròpia estructura de competició, OneOneFour, fou també la primera dona pilot i directora d'equip alhora del món del motociclisme.
El 2013, fent equip amb Justine Charroux, va guanyar la primera edició del Motocròs de les Nacions Europees femení (WMXoEN). El 2014, un cop recuperada d'una lesió al genoll, va ser tercera al campionat del món. El 2015 en va ser subcampiona i campiona de França. El 2016, encara competint amb la seva pròpia estructura, va ser campiona del món per segona vegada i campiona de França per sisena vegada. El 2017 va guanyar un setè títol de campiona de França i fou subcampiona del món.
Després de la seva retirada de les competicions el 2017, Lancelot es va dedicar a dirigir el seu equip i més tard, el 2023, va obrir una escola de pilotatge. Aquell any mateix va ser nomenada FIM Legend.

## Palmarès

### Títols per any
| Any  | Equip    | Campionat                  |
| ---- | -------- | -------------------------- |
| 2005 | Yamaha   | Trofeu de França femení    |
|      |          |                            |
| 2008 | Kawasaki | WMX                        |
| 2008 | Kawasaki | Trofeu de França femení    |
|      |          |                            |
| 2010 | KTM      | Campionat de França femení |
| 2011 | Kawasaki | Campionat de França femení |
| 2012 | Kawasaki | Campionat de França femení |
| 2013 | Kawasaki | WMXoEN                     |
| 2014 | Kawasaki | Campionat de França femení |
| 2015 | Kawasaki | Campionat de França femení |
| 2016 | Kawasaki | WMX                        |
| 2016 | Kawasaki | Campionat de França femení |
| 2017 | Kawasaki | Campionat de França femení |

### Resum
- 2 Campionats del món de motocròs femení (WMX)
- 9 Campionats de França de motocròs femení
- 1 Motocròs de les Nacions Europees femení (WMXoEN)

### Resultats al mundial de motocròs femení

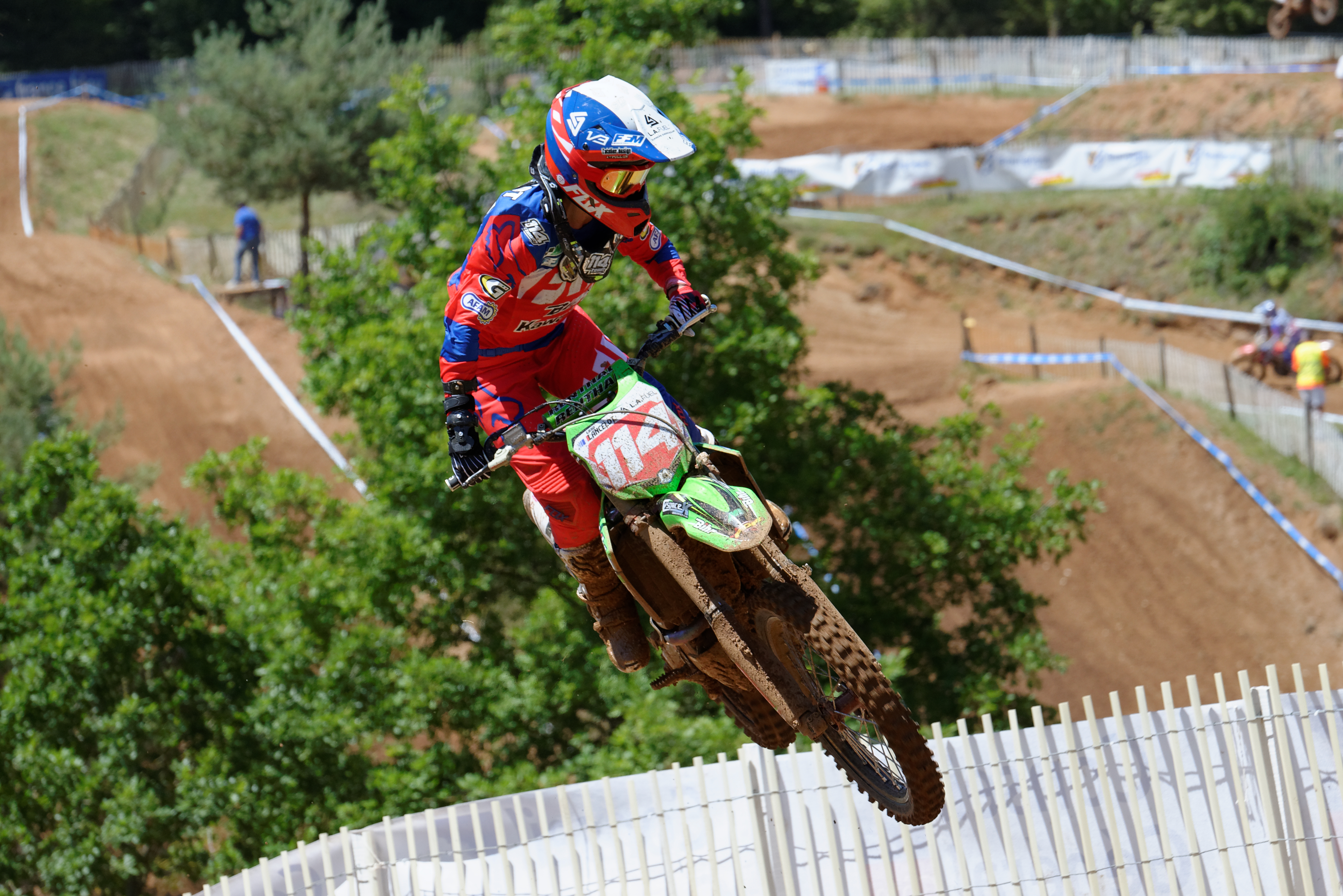
Amb la Kawasaki a Is-sur-Tille el 2015, durant el campionat de França

Font:
| Any  | Motocicleta | Posició |
| ---- | ----------- | ------- |
| 2005 | Yamaha      | 3a      |
| 2006 | Yamaha      | 3a      |
| 2007 | Kawasaki    | 2a      |
| 2008 | Kawasaki    | 1a      |
| 2009 | Kawasaki    | 6a      |
| 2010 | KTM         | 2a      |
| 2011 | Kawasaki    | 22a     |
| 2012 | Kawasaki    | 7a      |
| 2013 | Kawasaki    | -       |
| 2014 | Kawasaki    | 3a      |
| 2015 | Kawasaki    | 2a      |
| 2016 | Kawasaki    | 1a      |
| 2017 | Kawasaki    | 2a      |

1. ↑  Fins al 2007 inclòs el Campionat del Món femení tenia rang de Copa del Món.